# Kallhåltjärnarna (Lycksele socken, Lappland, 717608-163971)
Kallhåltjärnarna är en sjö i Lycksele kommun i Lappland och ingår i Umeälvens huvudavrinningsområde.